# Quartier de la Porte-Dauphine
Quartier de la Porte-Dauphine är Paris 63:e administrativa distrikt, beläget i 16:e arrondissementet. Distriktet är uppkallat efter Porte Dauphine.
16:e arrondissementet består även av distrikten Auteuil, Muette och Chaillot.

## Parker
- Jardins de l'Avenue-Foch
- Square Alexandre-et-René-Parodi
- Square Lamartine

## Övrigt
- Avenue Foch
- Université Paris-Dauphine

## Bilder
| - De fyra administrativa distrikten i Paris sextonde arrondissement. - Square Alexandre-et-René-Parodi. |

| - Square Lamartine. - Université Paris-Dauphine. |

## Kommunikationer
- Tunnelbana – linje  – Porte Dauphine
- Busshållplats Porte Dauphine – Maréchal de Lattre de Tassigny – Paris bussnät, linje PC